# Vlag van Wakayama

Vlag van Wakayama (ratio 2:3)

De prefecturale vlag van Wakayama bestaat uit een wit vlak met een marineblauw gestileerd katakana-teken ワ [wa]  in de vorm van een geopende waaier. Dit staat voor de eindeloze ontwikkeling van de provincie Kii (de oude naam van Wakayama) en het ondernemende en rijke karakter van de inwoners van de prefectuur. De prefecturale vlag werd op 7 augustus 1969 aangenomen.